# Halimah Nakaayi
Halimah Nakaayi (Mukono, 16 oktober 1994) is een Oegandees atlete. Ze nam eenmaal deel aan de Olympische Spelen en werd in 2019 wereldkampioene op de 800 m.

## Loopbaan

### Juniortijd met wisselende successen
Nakaayi deed haar eerste internationale ervaringen op in 2010 door haar deelname aan de allereerste Olympische Jeugdspelen in Singapore. Ze kwam uit op de 400 m, maar werd gediskwalificeerd. Een jaar later nam zij deel aan de wereldkampioenschappen voor junioren tot achttien jaar (U18) in Rijsel, waar zij zich op de 800 m met haar tijd van 2.13,59 niet wist te kwalificeren voor de halve finale. Op de Gemenebestspelen voor junioren in Douglas deed zij het vervolgens beter door de 400 m te winnen in 57,16 s.
In 2012 werd Nakaayi tijdens de WK U20 in Barcelona in de halve finale van de 800 m gediskwalificeerd. In het jaar dat volgde behaalde zij op de Afrikaanse jeugdkampioenschappen in Bambous zowel op de 400 als op de 800 m een vierde plaats. 

### Eerste jaren als senior
In 2014 kwam Nakaayi er op de 400 m tijdens de Gemenebestspelen in Glasgow echter weer helemaal niet aan te pas en eindigde zij in 57,51 als achtste en laatste in haar serie. In 2015 nam Nakaayi deel aan de universiade in Gwangju, Zuid-Korea, waar zij op de 400 m in de halve finale strandde, maar met het Oegandese estafetteteam op de 4 x 400 m in 3.45,40 op de vijfde plaats eindigde. In 2016 wist zij op de Afrikaanse kampioenschappen op de 800 m niet door te dringen tot de finale, maar kwalificeerde zij zich met haar tijd van 2.04,97 wel voor de Olympische Spelen in Rio.

### Olympisch debuut
Op de 800 m op de Olympische Spelen in 2016 werd ze zeventiende en was de vlagendraagster namens Oeganda tijdens de slotceremonie. 

### Goud op WK
Tijdens de Afrikaanse Spelen 2019 won Nakaayi een bronzen medaille op de 800 m. Het bleek een goede voorbereiding voor de wereldkampioenschappen in Doha, want daar werd zij in de nationale recordtijd van 1.58,04 op de 800 m de verrassende kampioene.

## Titels
- Wereldkampioene 800 m - 2019
- Oegandees kampioene 800 m - 2019

## Persoonlijke records
Outdoor
| Onderdeel   | Prestatie    | Datum             | Plaats   |
| ----------- | ------------ | ----------------- | -------- |
| 400 m       | 53,02 s      | 19 juli 2017      | Kampala  |
| 800 m       | 1.58,04 (NR) | 30 september 2019 | Doha     |
| 1000 m      | 2.34,88 (NR) | 2 september 2018  | Berlijn  |
| 1 Eng. mijl | 4.50,53      | 8 september 2016  | Rovereto |

## Palmares

### 800 m
- 2016: 6e in ½ fin. OS - 2.00,63 (in serie 1.59,78)
- 2019:  Oegandese kamp. - 2.05,40
- 2019:  Afrikaanse Spelen te Rabat - 2.03,55
- 2019:  WK - 1.58,04

Diamond League-podiumplaatsen
- 2018:  Stockholm Bauhaus Athletics - 2.01,37

### 4 x 400 m
- 2015: 5e Universiade - 3.45,40
- 2018: 8e Gemenebestspelen te Gold Coast - 3.35,03

1983 Jarmila Kratochvílová ·
1987 Sigrun Wodars ·
1991 Lilia Noeroetdinova ·
1993 Maria Mutola ·
1995 Ana Fidelia Quirot ·
1997 Ana Fidelia Quirot ·
1999 Ludmila Formanová ·
2001 Maria Mutola ·
2003 Maria Mutola ·
2005 Zulia Calatayud ·
2007 Janeth Jepkosgei ·
2009 Caster Semenya ·
2011 Caster Semenya ·
2013 Eunice Jepkoech Sum ·
2015 Marina Arzamasova ·
2017 Caster Semenya ·
2019 Halimah Nakaayi ·
2022 Athing Mu ·
2023 Mary Moraa